# متلازمة أينشتاين
متلازمة أينشتاين هو مصطلح استخدمه عالم الاقتصاد توماس سويل لوصف الأشخاص الإستثنائيين المتميزين للغاية الذين يعانون من التأخر في النطق. اسم المتلازمة مشتق من اسم عالم الفيزياء ألبرت أينشتاين، مؤلف نظرية النسبية وأبو الفيزياء الحديثة، الذي تأخر النطق لديه حتى سن الخامسة.
 السمات الشائعة لحدوث تلك المتلازمة هي:
- التأخر في النطق
- غالبًا تصيب تلك المتلازمة الصبيان
- الوالدين المتعلمين تعليمًا عاليًا متميزًا
- وجود موهبة موسيقية
- امتلاك قدرات على حل الألغاز
- تأخر النمو الاجتماعي

لـُوحظ أن كثيرًا ممن يعانون من تأخر في النطق الذين حققوا نجاحًا كبيرًا كانوا يتمتعون بإرادة قوية  وقدرات ذهنية عالية  تفوق باقي الأطفال.
والأطروحة الرئيسية في الكتاب هي أن الأطفال الذين يتكلمون في سن متأخرة غالبًا ما يتم تصنيفهم بشكل غير دقيق على أنهم مصابون بمرض اضطراب طيف التوحد (ASD) وأن مجموعة فرعية صغيرة من الأطفال الذين يبدأون في الكلام متأخرًا يمتلكون قدرات ذكاء عالية للغاية مع وجود سمات شائعة تتمثل في التركيز على الموسيقى و / أو الرياضيات و / أو العلوم. ومن الصعب، إن لم يكن من المستحيل، تقييم المهارات المعرفية بشكل دقيق للطفل الذي لا يتكلم مطلقًا أو لا يتكلم إلا بقدر قليل إذا كان الاختبار يعتمد على الكلام، وهذا هو الواقع فعلاً. كما أن الكتاب كذلك يتعامل مع الأطفال الذين يمتلكون شخصيات قوية تقاوم الاختبارات والدرجات التي تكون أقل من قدراتهم. وابن المؤلف ذاته الذي أصبح مبرمجًا عندما كبر، كان يعتقد أنه متأخر في النمو بسبب التأخر في الكلام برغم الأدلة التي كانت تشير إلى امتلاكه ذاكرة متميزة وعدم وجود إعاقة كبيرة في الوظائف اليومية الخاصة به. ويوضح الكتاب تفاصيل مجموعة من العلماء والموسيقيين المتميزين الذين تأخروا في الكلام وظهرت عليهم أعراض "تشبه أعراض "التوحد (التركيز لفترات طويلة في سن صغيرة والعزيمة القوية والقدرة على اللعب بمفرده وتأخر المهارات اللغوية / الاجتماعية) والتي تظهر بكثرة لدى أولئك الذين يمتلكون عقولاً استثنائية.